# Jacobus de Jong (politicus)
Jacobus de Jong (Delfshaven, 11 februari 1816 – Den Haag, 1 augustus 1878) was een ambtenaar en politicus in Suriname.
Hij werd geboren als zoon van Leendert de Jong en Macheltje Nieuwland. Hij ging in 1845 naar Suriname waar hij curator werd bij het 'Departement der Onbeheerde Boedels' en weesmeester bij het 'Departement der Weezen'. 
Na het vertrek van J.A.T. Cohen Stuart werd De Jong in september 1872 benoemd tot lid van de Koloniale Staten. Hij zou tot mei 1874 Statenlid blijven, echter een jaar later werd hij opnieuw benoemd tot Statenlid. Midden 1876 volgde hij G.J.A. Bosch Reitz op als voorzitter maar ruim een jaar later gaf hij vanwege gezondheidsproblemen die functie op. De Jong vertrok naar Nederland om daar aan te sterken zodat hij daarna weer naar Suriname terug kon keren. Het liep anders want een jaar later overleed hij in Nederland op 62-jarige leeftijd.